# Ecorregiones de la Polinesia Francesa

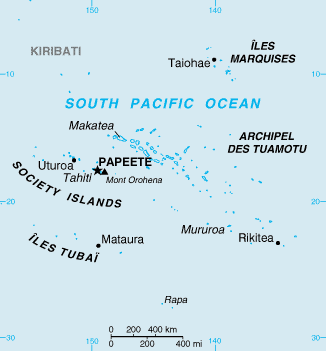
Los cuatro archipiélagos de la Polinesia Francesa: Marquesas, Tuamotu, Sociedad y Tubai

World Wildlife Fund (WWF) definió las siguientes ecorregiones en la Polinesia Francesa:

## Ecorregiones terrestres
La Polinesia Francesa se ubica en el reino biogeográfico oceánico.

### Bosques latifoliados húmedos tropicales y subtropicales
- Bosques tropicales húmedos de las Marquesas
- Bosques tropicales húmedos de las Islas de la Sociedad
- Bosques húmedos tropicales de Tuamotu
- Bosques tropicales húmedos de Tubuai

## Ecorregiones de agua dulce
- Marquesas
- Islas de la Sociedad
- Islas Tubuai

## Ecorregiones marinas
La Polinesia Francesa se encuentra en el reino marino del Indo-Pacífico Oriental.

### Provincia del sureste de Polinesia
- Tuamotus
- Rapa-Pitcairn
- Islas Cook del Sur-Australes
- Islas de la Sociedad

### Provincia de las Marquesas
- Marquesas